# シモン・ペロー
シモン・ペロー（Simon Pellaud、1992年11月6日 - ）は、スイス出身の自転車競技（ロードレース）選手。

## 経歴
2013年、スイスのU23ナショナルチャンピオンに輝く。
2016年、ブエルタ・ア・エスパーニャ2016では先頭グループから飛び出して独走。先頭でダウンヒルをこなしてそのまま2級山岳パサレイラスの登坂を開始したが、追走グループに吸収された。この動きが評価され敢闘賞を獲得した。

## 主な戦績

### 2013年
- スイス選手権・U23　優勝（ロードレース）

### 2016年
- ブエルタ・ア・エスパーニャ　 敢闘賞（第3ステージ）

### 2017年
- ツール・ドゥ・ルワンダ（英語版） 区間優勝（第2ステージ）

### 2018年
- ツアー・オブ・ハイナン 区間優勝（第9ステージ）

### 2019年
- ツール・デュ・ロワール＝エ＝シェール（英語版） 区間優勝（第1ステージ）
- ツール・ド・ロマンディ  山岳賞
- フレシュ・アルデンネーズ（英語版） 優勝
- ツール・ド・ラ・ミラベル（英語版）  総合優勝

### 2021年
- ブエルタ・アル・タチラ（英語版） 区間優勝（第8ステージ）